# Кожанувка (гмина Россош)
Кожанувка (пол. Kożanówka) — деревня в Бяльском повете Люблинского воеводства Польши. Входит в состав гмины Россош. По данным переписи 2011 года, в деревне проживало 317 человек.
В период с 1975 по 1998 годы деревня входила в состав Бяльскоподляского воеводства.

## География
Деревня расположена на востоке Польши, к западу от реки Зелявы, на расстоянии приблизительно 23 километров к югу от города Бяла-Подляска, административного центра повета. Абсолютная высота — 152 метра над уровнем моря. Через населённый пункт проходит региональная автодорога 812.

## Климат
Климат характеризуется как влажный континентальный с тёплым летом (Dfb  в классификации климатов Кёппена). Среднегодовая температура воздуха составляет 7,5 °C. Средняя температура самого холодного месяца (января) составляет −4,2 °С, самого жаркого месяца (июля) — 18,6 °С. Расчётная многолетняя норма осадков — 530 мм.

## Население
Демографическая структура по состоянию на 31 марта 2011 года:
|         | Всего | До трудоспособного возраста | Трудоспособного возраста | Старше трудоспособного возраста |
| ------- | ----- | --------------------------- | ------------------------ | ------------------------------- |
| Мужчины | 162   | 42                          | 100                      | 20                              |
| Женщины | 155   | 36                          | 81                       | 38                              |
| Всего   | 317   | 78                          | 181                      | 58                              |